# Цветнопольское сельское поселение
Цветнопольское се́льское поселе́ние — муниципальное образование в Азовский немецкий национальном районе Омской области Российской Федерации.
Административный центр — село Цветнополье.

## История
В 1920 году был образован Цветнопольский сельский совет самостоятельного Цветнопольского сельского управления.
В 1923 году сельский совет переводится в образованный Сосновский район.
На 1926 год в состав сельского совета входили:
- деревня Цветнополье;
- деревня Поливановка;
- деревня Розодолино;
- кордон Аркалик;
- посёлок Зубовский;
- хутор Лиговский;
- хутор Посадский;
- хутор Рыбацкий;
- хутор Ямской.

В 1929 году сельский совет переводится из Сосновского в Новоомский район.
В 1931 году сельский совет переводится из Новоомского в Борисовский (с 1933 года Щербакульский) район.
В 1935 года сельский совет переводится из Щербакульского в Азовский район.
В 1962 году сельский совет переводится из Азовского в Таврический район.
В 1965 году сельский совет переводится из Таврического в Одесский район. К сельскому совету был присоединён Калининский сельский совет.
В 1992 году сельский совет переводится из Одесского в образованный Азовский немецкий национальный район и преобразовался в сельскую администрацию.
В начале 2000-х годов сельская администрация преобразована в сельский округ.
Статус и границы сельского поселения установлены Законом Омской области от 30 июля 2004 года № 548-ОЗ «О границах и статусе муниципальных образований Омской области».

## Население
| 2010  | 2011  | 2012  | 2013  | 2014  | 2015  | 2016  |
| ----- | ----- | ----- | ----- | ----- | ----- | ----- |
| 2291  | ↗2294 | ↘2273 | ↗2293 | ↗2329 | ↗2365 | ↗2385 |
| 2017  | 2018  | 2019  | 2020  | 2021  | 2023  |       |
| ↗2405 | ↗2432 | ↘2425 | ↗2432 | ↘2255 | ↘2231 |       |

## Состав сельского поселения
| № | Населённый пункт | Тип населённого пункта       | Население |
| - | ---------------- | ---------------------------- | --------- |
| 1 | Бакзе            | аул                          | ↘0        |
| 2 | Роза Долина      | деревня                      | ↘402      |
| 3 | Цветнополье      | село, административный центр | ↘1853     |